# Yahan Ameena Bikti Hai
Yahan Ameena Bikti Hai é um filme de drama indiano-camaronês de 2016 dirigido e escrito por Kumar Raj. Foi selecionado como representante de seu país ao Oscar de melhor filme estrangeiro em 2017.

## Elenco
- Rekha Rana